# Les Bons Villers
Les Bons Villers (in vallone Les Bons Viyés) è un comune belga di 8 932 abitanti, situato nella provincia vallona dell'Hainaut.